# ニコレッタ・ブラスキ
ニコレッタ・ブラスキ（Nicoletta Braschi, 1960年4月19日 - ）は、イタリア・チェゼーナ出身の女優。

## 人物
夫は『ダウン・バイ・ロー』（1986）、『ライフ・イズ・ビューティフル』（1998）などで共演しているロベルト・ベニーニ。

## 主な出演作品
- ダウン・バイ・ロー Down by Law （1986）
- ミステリー・トレイン Mystery Train （1989）
- シェルタリング・スカイ The Sheltering Sky （1990）
- ジョニーの事情 Johnny Stecchino （1991）
- ライフ・イズ・ビューティフル La Vita è bella （1998）
- ピノッキオ Pinocchio （2002）
- 人生は、奇跡の詩 La tigre e la neve (2005)
- 幸福なラザロ Lazzaro felice(2018)